# Torske (Tschortkiw)
Torske (ukrainisch Торське; russisch Торское Torskoje, polnisch Torskie) ist ein Dorf im Süden der ukrainischen Oblast Ternopil mit etwa 800 Einwohnern (2001).

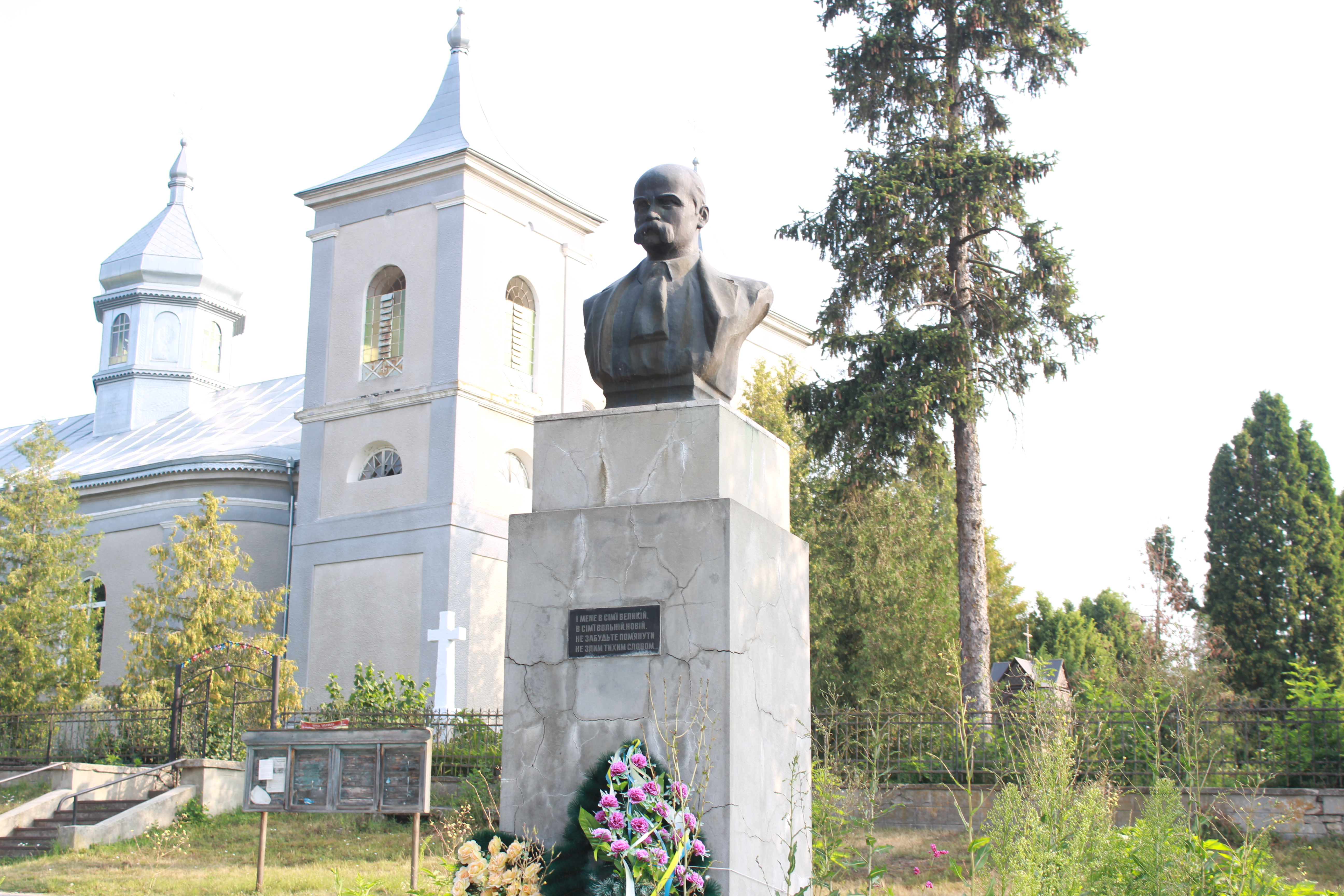
Taras-Schewtschenko-Denkmal und Verkündigungskirche in Torske

Das erstmals 1440 schriftlich erwähnte Dorf liegt am Ufer der Lutscha (Луча), einem 17 km langen, linken Nebenfluss des Dnister, 15 km nördlich vom ehemaligen Rajonzentrum Salischtschyky und 115 km südlich vom Oblastzentrum Ternopil.
Im Osten der Ortschaft verläuft die Fernstraße M 19/ E 85.
In Torske befindet sich die Verkündigungskirche aus dem Jahr 1842 und ein 1961 errichtetes Denkmal für Taras Schewtschenko.
Am 12. Juni 2020 wurde das Dorf ein Teil der Stadtgemeinde Salischtschyky im Rajon Salischtschyky; bis dahin bildete es zusammen mit den Dörfern Hluschka (Глушка) und Jakubiwka (Якубівка) die Landratsgemeinde Torske (Торськівська сільська рада/Torskiwska silska rada) im Zentrum des Rajons Salischtschyky.
Am 17. Juli 2020 wurde der Ort Teil des Rajons Tschortkiw.